# Усачи-прутоеды
Усачи-прутоеды (лат. Oberea) — род жесткокрылых из семейства усачей.

## Описание
Задние бёдра короткие, не заходят за второй стернит брюшка. Брюшко очень длинное и узкое. Надкрылья в продольных рядах крупных точек.

## Систематика
В составе рода:
- Oberea erythrocephala (Schrank, 1776)
- Oberea euphorbiae (Germar, 1813)
- Oberea linearis (Linnaeus, 1761)
- Oberea moravica Kratochvíl, 1989
- Oberea oculata (Linnaeus, 1758)
- Oberea pedemontana Chevrolat, 1856
- Oberea pupillata (Gyllenhal, 1817)
- Oberea ressli Demelt, 1963
- Oberea taygetana Pic, 1904